# 朱利安·劳埃德·韦伯
朱利安·劳埃德·韦伯 OBE（1951年4月14日—）是英国大提琴独奏家，指挥家。为前任皇家伯明翰音樂學院校長。他被《斯特拉德》杂志称为“英国最资深大提琴演奏家”。

## 生平
朱利安·劳埃德·韦伯是作曲家威廉·劳埃德·韦伯和他的妻子琼·约翰斯通（钢琴教师）的次子，作曲家安德鲁·劳埃德·韦伯的弟弟。
劳埃德·韦伯先在伦敦皇家音乐学院学习（1968年9月至1972年7月），1973年在日内瓦师从皮埃尔·富尼耶。1972年9月，他在伦敦伊丽莎白女王音乐厅首次以大提琴家的身份演出，进行了作阿瑟·布利斯的第一大提琴协奏曲在英国的首演。
劳埃德·韦伯与众多音乐家有过合作，包括梅纽因，洛林·马泽尔，内维尔·马里纳，乔治·索尔蒂和斯韦特拉诺夫，马克·埃尔德，戴维斯，马克拉斯，萨洛宁等指挥家，以及柯曾和佩拉希亚等钢琴家。
许多大提琴作品题献给劳埃德·韦伯，并由他首演，包括罗德里戈的《Concierto como un Divertimento》（1982）、阿诺德的《大提琴幻想曲》（1987）和大提琴协奏曲（1989），以及加文·布萊爾斯的《Farewell to Philosophy》（1995）。
2009年5月，继阿德里安·博尔特，梅纽因和理查德·希科克斯之后，劳埃德·韦伯当选为埃尔加协会主席。
2014年4月28日，劳埃德·韦伯宣布停止公开演奏大提琴，因为他的颈部椎间盘突出，使他的手臂力量下降。2014年5月2日，他在马尔文节日剧院与英国室内乐团合作，进行了作为大提琴家的最后一次公开演出。
2015年7月，被任命为皇家伯明翰音樂學院校長。

## 个人生活
劳埃德·韦伯结过四次婚。1974年，他与西莉亚·巴兰坦（Celia Ballantyne）结婚，1989年离婚后与阿富汗国王查希尔的侄女祖赫拉·马哈茂德·加齐（Zohra Mahmoud Ghazi）结婚，他们有一个儿子大卫（生于1992年，伦敦哈默史密斯），这段婚姻于1998年结束。他的第三次婚姻是2001–2008年与凯拉·布拉拉（Kheira Bourahla）。他在2009年与中国大提琴家程嘉欣结为连理，他们有一个女儿贾丝明·奥连塔（Jasmine Orienta，2011年6月14日生）。

## 录音

### 大提琴与管弦乐队
- 弗兰克·布里奇 – Oration（1976）
- 拉罗 – 大提琴协奏曲（1982）
- 戴留斯 – 大提琴协奏曲（1982）
- 羅德利果 – Concierto como un divertimento（1982）
- 海顿 – 第一号、第二号大提琴协奏曲（1983）
- 埃尔加 – 大提琴协奏曲（1985）
- 維克多·赫伯特（英语：Victor Herbert） – 第一号大提琴协奏曲（1986）
- 阿瑟·萨利文 – 大提琴协奏曲（1986）
- 德沃夏克 – 大提琴协奏曲（德沃夏克）（1988）
- 奥涅格 – 大提琴协奏曲（1990）
- 聖桑 – 第一号大提琴协奏曲（1990）
- 柴可夫斯基 – 洛可可主題變奏曲（1991）
- 米亚斯科夫斯基 – 大提琴协奏曲（1991）
- 霍尔斯特 – Invocation（1993）
- 加文·布萊爾斯（英语：Gavin Bryars） – 大提琴协奏曲（1994）
- 布里顿 – 大提琴协奏曲（1995）
- 沃爾頓 – 大提琴协奏曲（1995）
- 迈克尔·尼曼 – 大提琴及萨克斯协奏曲（1996）
- 布鲁赫 – Kol Nidrei（1998）
- 班托克 – Sapphic Poem（1999）
- 菲利普·格拉斯 – 第一号大提琴协奏曲（2003）
- 韦伯 – Phantasia for violin, cello and orchestra（2004）
- 韋塔克 – The River Cam（2012）
- 维瓦尔第 - 双大提琴协奏曲（2014）
- 霍华德·古道尔（英语：Howard Goodall） – And the Bridge Is Love（2015）

### 大提琴与钢琴
- 彼得·拉辛·弗里克（英语：Peter Racine Fricker） – 大提琴奏鸣曲（1976）
- 约翰·艾尔兰 – 钢琴三重奏全集（1976）
- 布里顿 – 第三大提琴组曲（1979）
- 德彪西 – 大提琴奏鸣曲（1979）
- 约翰·艾尔兰（英语：John Ireland (composer)） – 大提琴奏鸣曲（1979）
- 拉赫玛尼诺夫 – 大提琴奏鸣曲（1979）
- 阿兰·罗斯特霍恩（英语：Alan Rawsthorne） – 大提琴奏鸣曲（1986）
- 布里顿 – 大提琴奏鸣曲（1988）
- 普罗科菲耶夫 – Ballade（1988）
- 肖斯塔科维奇 – 大提琴奏鸣曲（1988）
- 佛瑞 – Elegie（1990）
- 查尔斯·维利尔斯·斯坦福 – 第二号大提琴奏鸣曲（1991）
- 戴留斯 – Caprice and Elegy（1993）
- 爱德华·格里格 – 大提琴奏鸣曲（1995）
- 戴留斯 – 大提琴奏鸣曲（1995）

### 大提琴独奏
- 约翰·麦凯布（英语：John McCabe (composer)） – 帕蒂塔（大提琴独奏）（1976）
- 布里顿 – 第三号大提琴组曲（1979）
- 馬爾康·亞諾 – 大提琴幻想曲（1986）
- 威廉·沃爾頓 – 帕萨卡利亚舞曲（大提琴独奏）（1986）
- 布里顿 – Tema Sacher（1979）
- 巴赫 – 布列舞曲（来自第三号无伴奏大提琴组曲）（1973）
- 爱尔兰民谣 – "Star of the County Down"（1993）

### 轻音乐
- Variations，与盖瑞·摩尔，Barbara Thompson，Jon Hiseman，Rod Argent（1978）
- Oasis，与Peter Skellern，Mary Hopkin（1984）
- Two Worlds，与Lee Ritenour，戴夫·格鲁辛（2000）

### 合集
- Travels with My Cello（1984）
- Pieces（1985）
- Encore! – Travels with my Cello Vol. 2（1986）
- Lloyd Webber Plays Lloyd Webber（1989）
- Cello Song（1993）
- English Idyll（1994）
- Cradle Song（1995）
- Cello Moods（1998）
- Elegy（1999）
- Celebration（2001）
- Made in England（2003）
- Unexpected Songs（2006）
- Romantic Cello Concertos（2009）
- Fair Albion – Music by Patrick Hawes（2009）
- The Art of Julian Lloyd Webber（2011）
- Evening Songs（2012）
- A Tale of Two Cellos（2013）
- A Span of Time（2018）
- The Singing Strad（2021）

### 指挥
- And the Bridge Is Love – English Music for Strings，英国室内乐团（2015）

## 相关书籍
- 劳埃德·韦伯：《我和大提琴的旅程》（Travels with My Cello），Pavilion Books（1984），ISBN 0-907516-27-0
- 玛格利特·坎贝尔（Margaret Campbell）：《朱利安·劳埃德·韦伯：与音乐的姻缘 - 授权传记》（Julian Lloyd Webber: Married to Music. The Authorised Biography）Robson Books（2001），ISBN 1-86105-400-9
- 劳埃德·韦伯（编）：Short Sharp Shocks – A Masterclass of the Macabre， Weidenfeld & Nicolson（1990），ISBN 978-0-297-81147-3
- 劳埃德·韦伯（汇编并撰写前言）：《白鸟之歌》（Song of the Birds. Sayings, Stories and Impressions of Pablo Casals），Robson Books（1985），ISBN 0-86051-305-X
- 编辑有多本曲谱
- Editions of the major cello repertoire, The Julian Lloyd Webber Performing Edition, Kevin Mayhew Ltd.